# Коган, Наум Яковлевич
Наум Яковлевич Коган (Каган), основной псевдоним Н. Тасин (1873, Могилёв — 1941, Лиепая) — русский прозаик, критик, журналист, переводчик.

## Биография
Родился в 1873 году в Могилёве. В феврале 1904 года, находясь в ссылке в Якутске, участвовал в вооружённом протесте ссыльных («романовский протест»), был приговорён к 12 годам каторги.
Был революционером, проживал за границей (в Париже) ещё до революции 1917 года, в 1918 году был выслан и поселился в Испании, затем вернулся в Париж. С 1921 года жил в Берлине, затем в Вене.
В 1938 году после аншлюса бежал с женой из Вены и поселился в Лиепае, где погиб в 1941 году.

## Творчество
Занимался литературными переводами. В 1910-х годах переводил на русский язык произведения Э. Золя, П. Мериме и других. Позднее переводил на испанский язык Л. Троцкого, Л. Андреева, И. Шмелёва, В. Короленко, А. Куприна и других русских авторов. В 1925 году перевёл на испанский язык работу Петра Кропоткина «Этика». Писал книги про русскую революцию — также на испанском языке.
Исследователям русской литературы известен в основном своим единственным научно-фантастическим романом «Катастрофа» (1922), изданным в Берлине и описывающим инопланетное вторжение на Землю марсиан-зоотавров, представителей абсолютно чуждого земному разума. Впрочем, нападение пришельцев является для автора лишь поводом для того, чтобы показать будущее Земли, реакцию будущего общества на такую угрозу. Бесклассовое общество будущего в романе управляется благодетельными друзьями человечества — инженерами, которые в конце концов отбивают нападение марсиан. Интересны стилевые находки в книге — умелое сочетание газетных вырезок, протоколов, сводок, отчетов, беллетризованных кусков, оказавшееся очень удачным для изображения массовых сцен, хроники событий.

## Публикации
- Похождения Коли Малинина. Рассказ. — Литературные и популярно-научные приложения к журналу «Нива», 1912, январь;
- Тревожные дни. Письмо из Парижа. — Современный мир, 1914, ноябрь;
- Поход на эмигрантов. Письмо из Франции. — Русские записки, 1916, март;
- Катастрофа: Фантаст. роман. — Берлин: Рус. универсальное изд-во, 1922. — 293 с.